# Tarifas de congestión
Las tarifas de congestión (inglés: "congestion pricing" o "congestion charges") es un concepto de la economía de mercado que se refiere a la utilización del mecanismo de precios con el propósito de cobrar a los usuarios las externalidades negativas generadas por la demanda en las horas pico, cuando la oferta disponible de un bien público es insuficiente para satisfacer esa demanda. Esto significa el cobro de tarifas más altas durante ciertos períodos o en ciertos lugares. También se aplica este concepto para introducir un nuevo cargo, tarifa o impuesto pigouviano cuando ocurre congestión en el uso de bienes públicos cuyo costo de suministro es percibido por los usuarios como si fuera gratis, como es el caso de las carreteras. 
Este mecanismo de precios se ha usado ampliamente en el mundo entero por las prestadoras de servicios públicos tales como el suministro eléctrico, el servicio telefónico fijo o móvil y el transporte público, tanto por metro como por autobús. Muchos economistas han realizado estudios y han abogado por la utilización de este mecanismo para optimizar el uso de la infraestructura del sector transporte, principalmente para carreteras, puertos, aeropuertos e hidrovías. En los últimos años se ha comenzado a extender su uso en el ámbito urbano con el fin de reducir los problemas de congestión de tránsito, disminuir la contaminación del aire y restringir las emisiones de gases de efecto invernadero. El cobro de este tipo de tarifas de congestión se conoce popularmente como peajes urbanos.[cita requerida]
Según la teoría económica que justifica el cobro de tarifas de congestión, el objetivo de esta política es lograr que los usuarios sean más conscientes de los costos que ellos se imponen entre sí cuando consumen el bien público durante los picos de demanda, de modo que son obligados a pagar por la congestión adicional que ellos mismos crearon. La tarifa de congestión funciona como una penalidad económica para inducir una distribución espacial y temporal de ese exceso de demanda, o bien, provocar el consumo de un bien sustituto que no produce las mismas externalidades como, por ejemplo, viajar al trabajo por un medio de transporte público en lugar de utilizar el automóvil familiar.

## Descripción general

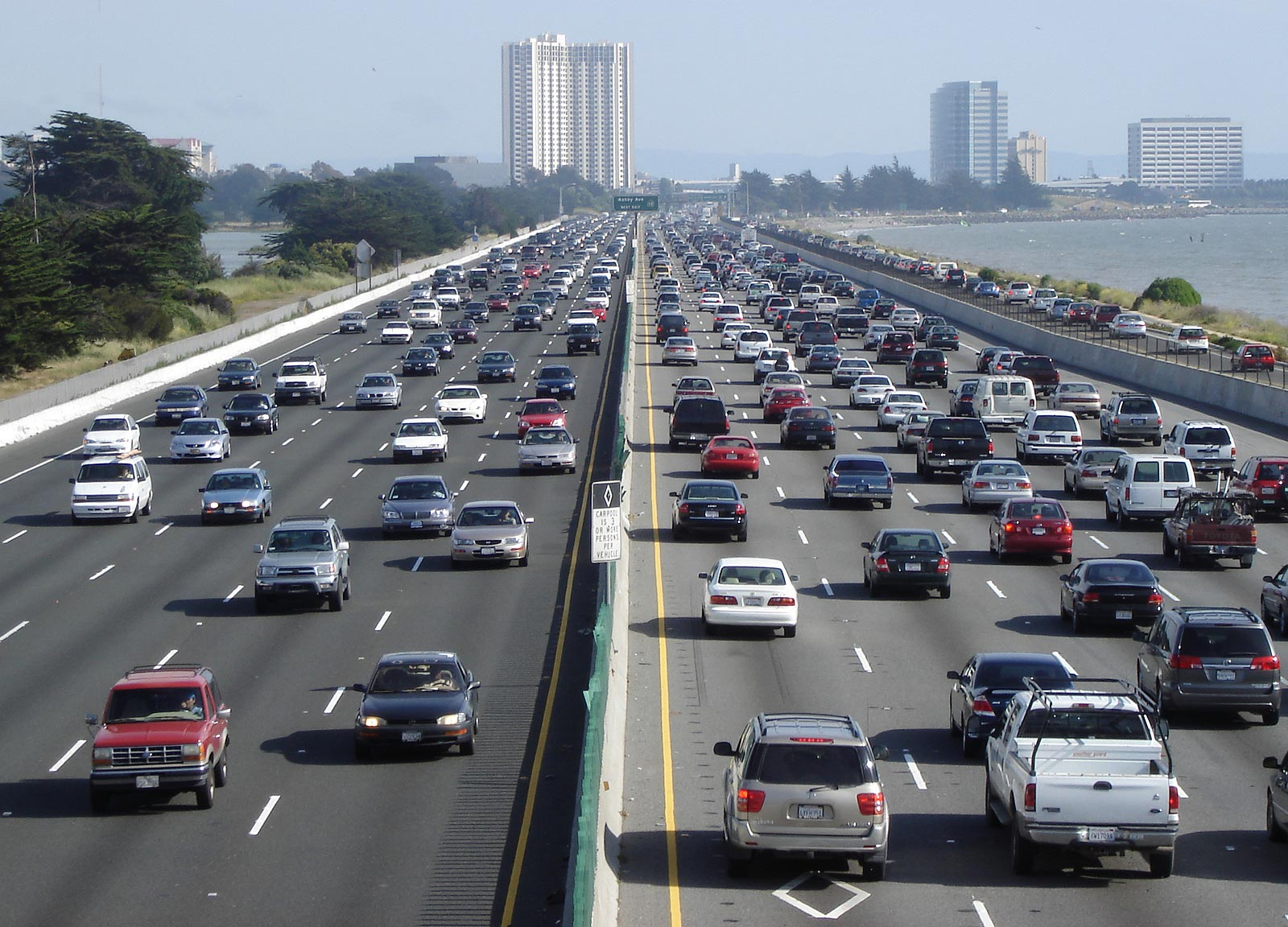
Congestión de tránsito típica en una autopista urbana. Autopista Interestatal I-80, Berkeley, Área de la Bahía de San Francisco, California.

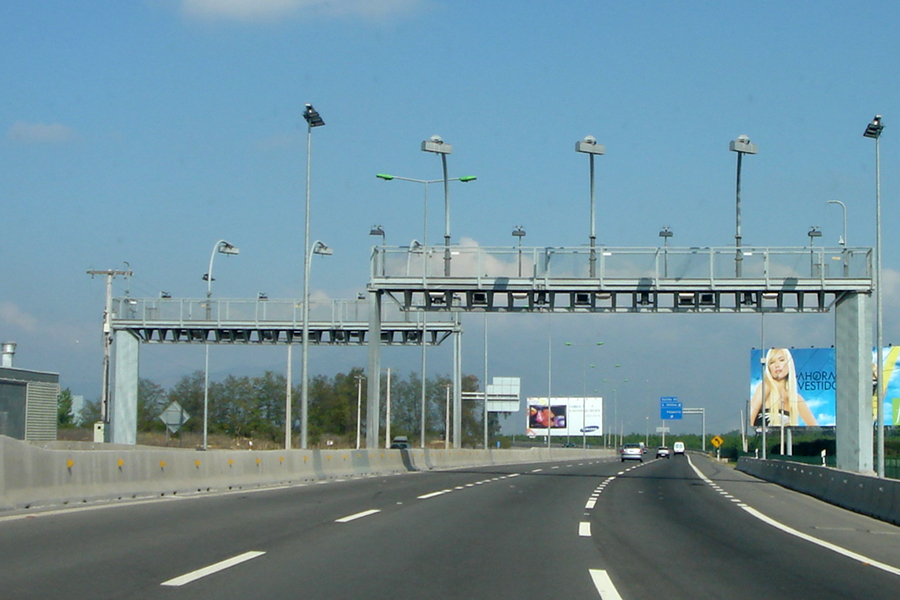
Portal de cobro electrónico de peajes en la autopista Costanera Norte, Santiago de Chile. Incluye sensores de telepeaje y cámaras de video para registrar los infractores

La congestión es considerada una externalidad negativa por los economistas. Una externalidad ocurre cuando una transacción causa costos o beneficios a terceros, casi siempre pero no necesariamente, debido al uso de un bien público. Por ejemplo, el uso de vehículos automotores causa contaminación del aire, imponiendo así costos o una externalidad negativa en las otras personas que también hacen uso del bien público aire. Las tarifas de congestión representa una estrategia de precios eficientes que permite que los usuarios que causan la externalidad paguen más por el uso de ese bien público, pagando así el verdadero precio social y maximizando el beneficio neto para la sociedad.

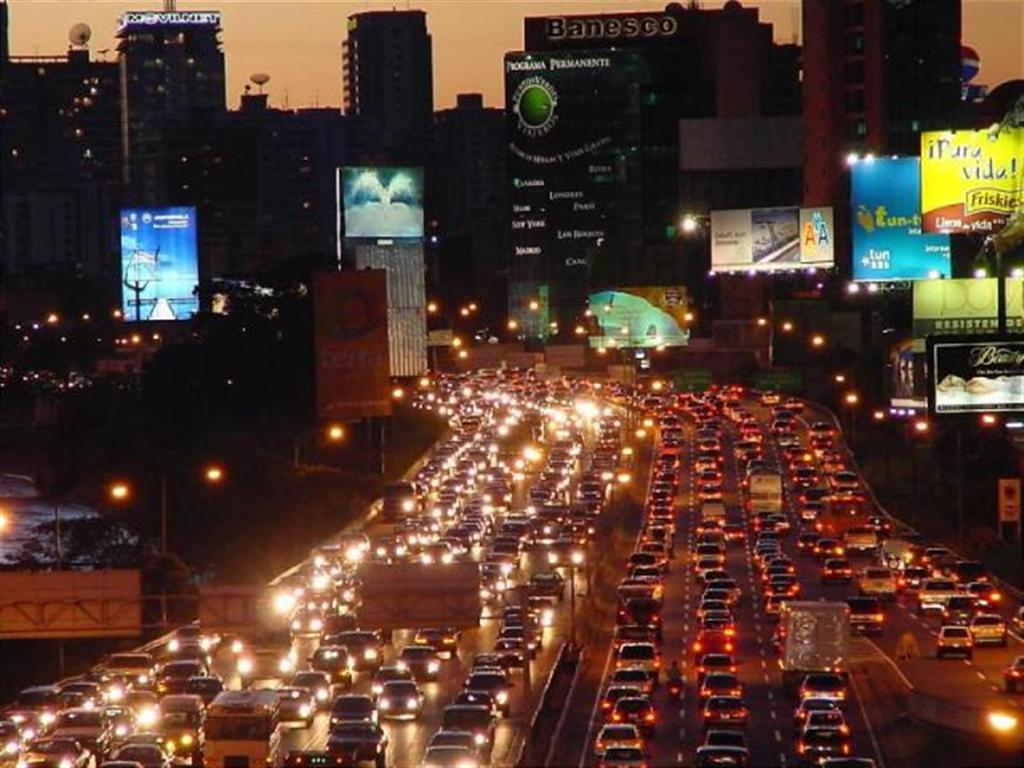
Congestión de Tránsito En La autopista Francisco Fajardo (Caracas)

William Vickrey, galardonado con el Premio Nobel de Economía de 1996, es considerado el padre de las tarifas de congestión. Vickery las propuso por primera vez en 1952 para el tren subterráneo ("Metro") de Nueva York. La política de tarifas de congestión ha sido utilizado por los proveedores de servicios públicos para cobrar tarifas más altas durante los períodos de congestión, como un mecanismo para administrar mejor la demanda por el servicio. En muchos casos, esta estrategia permite evitar nuevas inversiones de alto costo solo para satisfacer la demanda pico, o simplemente porque no es económica ni financieramente viable ofrecer una mayor capacidad de servicio. 
En el caso de algunos servicios públicos, particularmente carreteras, se considera que la congestión es originada por un cobro inadecuado de los costos del bien público, ya que para los usuarios el costo percibido es cero. Entonces, si el bien es suministrado libre de cargos, los usuarios tienden a demandar más de ese bien, e incluso hasta desperdiciarlo, comparado con un bien por el cual si tienen que pagar y en el cual el precio refleja los costos de suministrar el servicio. En este caso la aplicación de tarifas de congestionamiento se justifica como medio para distribuir un recurso escaso de forma que su uso sea el más beneficioso para la sociedad, y en función de la disposición a pagar de los usuarios por ese recurso.

### Críticas y alternativas a las tarifas de congestión vial
Gracias a los avances tecnológicos en materia de cobro electrónico de peajes, ahora se está difundiendo el uso de tarifas de congestión para controlar el acceso de vehículos al centro de las áreas urbanas, cobro popularmente conocida como "peaje urbanos". Sin embargo, su aplicación práctica en este contexto ha sido limitada debido a la controversia y debate público que esta política acarrea. Aún entre los economistas que apoyan esta política se debate como deberían ser distribuidos los ingresos generados con el cobro de la tasa, esto es, si deben ir para los cofres públicos, o ser invertidos en infraestructura vial o transporte público, o ser redistribuidos entre los usuarios. Asimismo existen dudas sobre como fijar en la práctica precios óptimos. Las tarifas de congestión también crean un problema de desigualdad, ya que los usuarios con menores ingresos por tener una capacidad de pago más limitada, resultan ser los que en mayor proporción son obligados a cambiar sus viajes al sistema de transporte público o limitar sus viajes. Este último tema es el que ha demostrado ser el más polémico y resulta en problemas de aceptabilidad política y social.
Una alternativa más equitativa a las tarifas de congestión propuesta por los economistas del transporte es el racionamiento del espacio vial. debido a que restringe de igual forma a todos los usuarios, independientemente de su poder adquisitivo. No obstante, una debilidad del racionamiento vial es que los usuarios de mayores ingresos pueden burlar las restricciones utilizando o comprando un segundo automóvil. La restricción vehicular ha sido adoptada en varios países de América Latina, tanto con el propósito de disminuir la congestión vehicular como para reducir la contaminación atmosférica. (ver Racionamiento del espacio vial)
Otra política alternativa propuesta por los economistas para evitar las desigualdades y problemas de distribución de los recursos producto de las tarifas de congestión es la utilización de un sistema de comercio de derechos o bonos de circulación, similar al sistema existente de comercio de derechos de emisión de bonos de carbono.  Este es un sistema de racionamiento del espacio vial mediante el cual los residentes de una región recibirían bonos que les dan derecho a una cierta cantidad de días o kilometraje de circulación por mes. Los usuarios pueden utilizar este crédito para "pagar" por sus viajes durante las horas pico, o utilizar el transporte público y negociar o vender sus derechos a otros usuarios. En este esquema, los beneficios son recibidos o distribuidos directamente entre los usuarios, y resulta más equitativo porque quien se cambie para el transporte público es recompensado por quienes quieren continuar usando sus automóviles.

## Aplicación para reducir la congestión de tránsito en áreas urbanas
La implementación práctica de tarifas viales de congestión es casi exclusiva de las áreas urbanas, lo cual obedece a la existencia de problemas crónicos de congestión de tránsito en y alrededor de los centros de las ciudades. La Autopista A1, situada al norte de Francia, es uno de los pocos casos donde se ha aplicado tarifas de congestión en vías rurales de larga distancia. La A1 es una vía expresa que conecta París con Lille, y desde 1992 se cobran tarifas superiores durante ciertas horas de los fines de semana, con el objetivo de distribuir la demanda de los usuarios realizando el viaje de regreso a París, durante la tarde y al final del día. 
Conforme el uso de tarifas de congestión se ha extendido a nivel mundial, los esquemas utilizados han sido agrupados en cuatro categorías: tarifas de congestión en áreas acordonadas o alrededor de centros de ciudad; tarifas de congestión en corredores o anillos urbanos; tarifas de congestión en vías aisladas; y tarifas de congestión en áreas generalizadas.

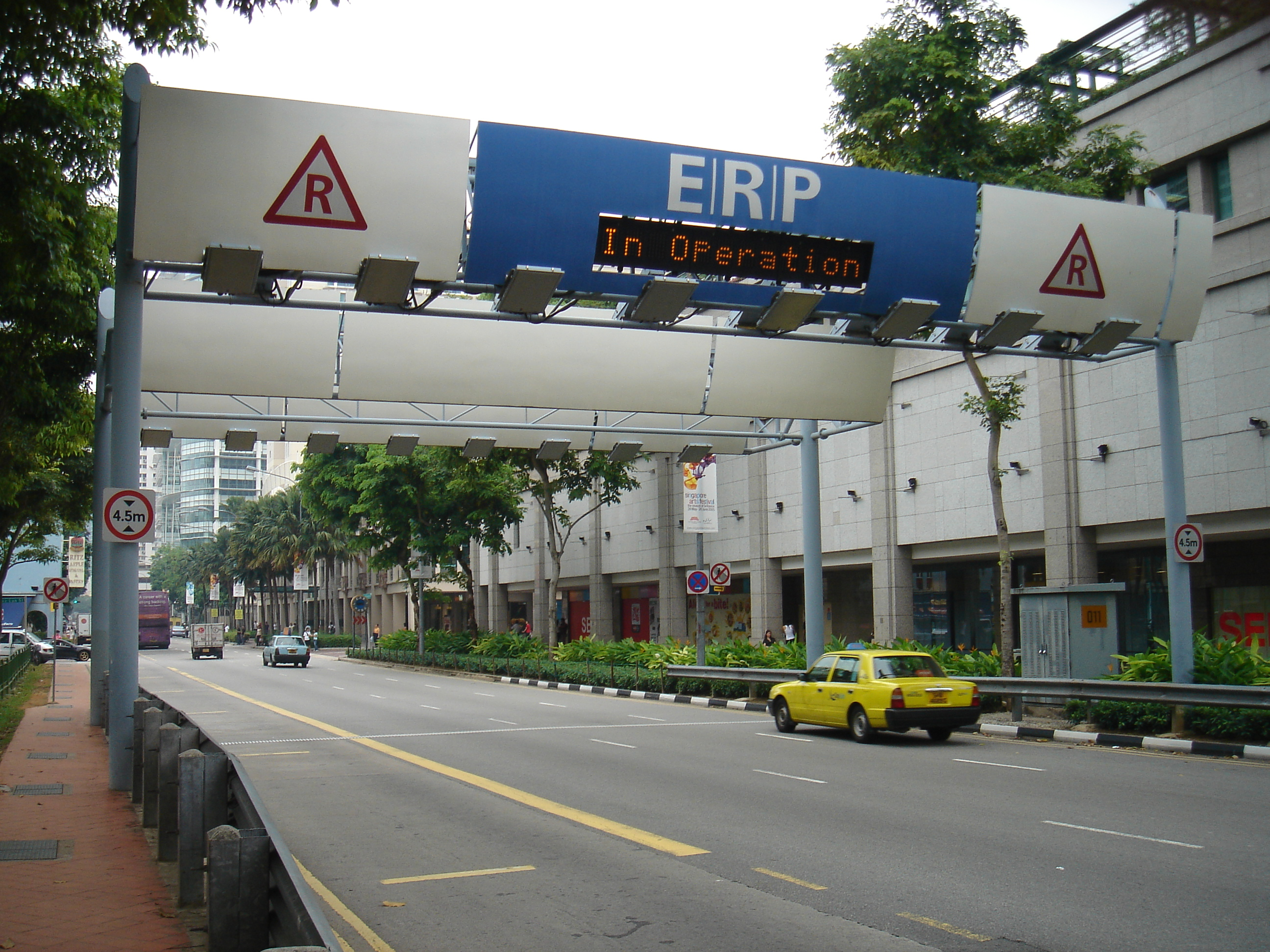
Cobro Electrónico de Peajes punto de control en North Bridge Road, Singapur.

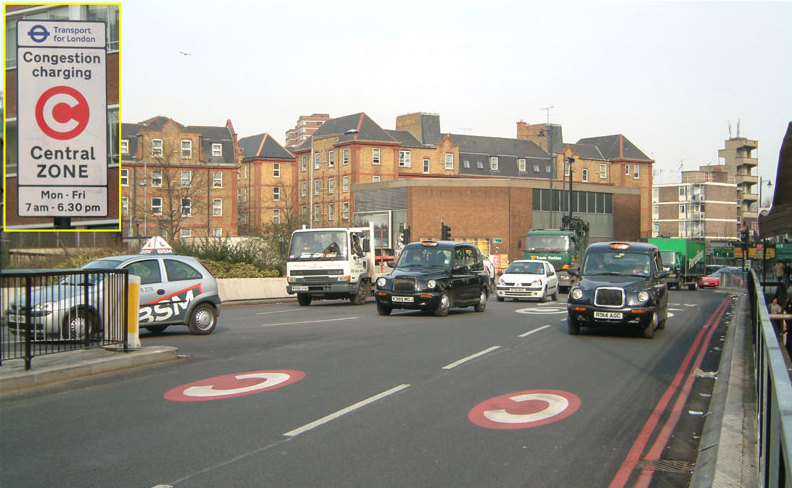
Señalamiento vertical y horizontal para advertir a los conductores del cobro de tarifa de congestión, la señal especial es una letra C blanca sobre fondo rojo, Old Street, Londres.

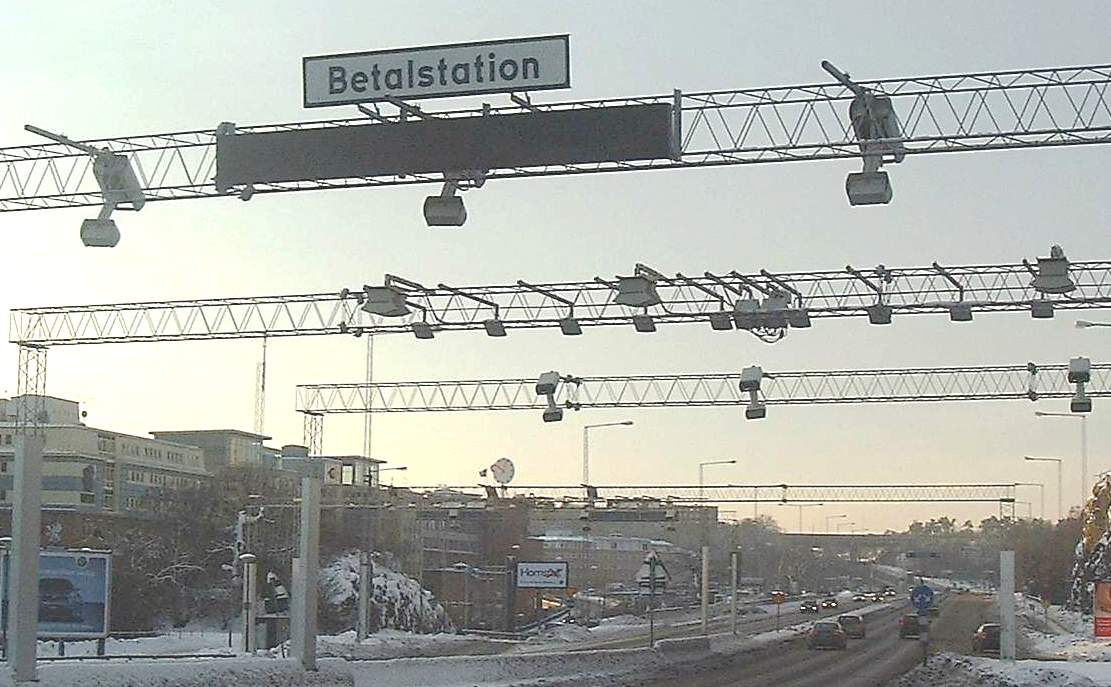
Punto de control en Liljeholmen, Estocolmo.

### Tarifas de congestión para acceder a centros de ciudad
El uso de tarifas viales de congestión para ingresar a un área urbana tiene por objetivo reducir los viajes en automóvil hacia los centros de ciudad congestionados. El criterio económico para justificar tal cobro se fundamenta en las externalidades o costos sociales producidos por los viajes en auto durante las horas de congestión, tales como contaminación del aire, ruido, accidentes de tránsito, deterioro del medio urbano, y principalmente, las demoras y costos de operación adicionales impuestos en los otros usuarios viales, y sobre todo, en los vehículos de transporte público, que son ambiental y socialmente más eficientes.
En 1975 tuvo lugar en Singapur la primera implementación exitosa de un esquema de tarifas de congestión en centros urbanos, en conjunto con una serie de medidas económicas para restringir la demanda, leyes rigurosas que todavía hoy limitan la adquisición de vehículos nuevos, y el mejoramiento significativo del transporte público. En sus inicios, el control de acceso a la zona restringida era realizado manualmente por la policía. Gracias a los avances tecnológicos en materia de detección electrónica, reconocimiento automático de imágenes de video y del cobro electrónico de peajes, fue posible introducir el cobro de tarifas de congestión en otras ciudades. El elemento tecnológico es fundamental porque el número de entradas de una ciudad es muy grande, y era necesario contar con una opción que permitiera cobrar estas tarifas sin que los vehículos tengan que detenerse o disminuir su velocidad, evitando así las demoras asociadas al cobro tradicional por medio de casetas de peaje.
De esta forma, en 1998 Singapur mejoró y automatizó su esquema de cobro; Roma introdujo el cobro y control en forma efectiva en 1998 y lo mejoró tecnológicamente a partir de 2001; Londres implantó su sistema de tarificación por congestionamiento en 2003 y lo amplió en 2007; Estocolmo realizó un período de prueba en 2006 y después de un referéndum, lo implementó en forma permanente a partir de 2007;  y Milán, que en enero de 2008 introdujo un sistema de cobro de tarifas de congestión denominado Ecopass, el cual fue programado como una prueba por un año y estableció exoneración de pago a los vehículos ambientalmente amigables (Euro IV). El programa Ecopass fue extendido hasta el 31 de diciembre de 2009, y será realizada una consulta pública para decidir si la medida se mantiene permanentemente.
Aunque todavía no se han realizado estudios completos para evaluar los resultados de medio y largo plazo del uso de tarifas de congestión, los reportes iniciales de las ciudades donde ha sido implantado muestran reducciones del volumen de tránsito entrando al área restringida de entre 10% a 30%, así como reducciones importantes en la contaminación ambiental. Destaca también el hecho de que en todas las ciudades donde el esquema fue implantado, se suscitó mucha controversia pública, tanto antes como después de la implantación, lo cual hace que la viabilidad política de esta estrategia es un tema muy sensible.
Singapur  y Estocolmo cobran el cargo de congestión cada vez que un vehículo cruza el área acordonada, mientras que en Londres se cobra una tarifa diaria para cualquier vehículo circulando en las vías públicas dentro de la zona restringida, independientemente de cuantas veces cruzó el cordón de control. En Estocolmo se estableció un tope al impuesto máximo que se paga por día, mientras que en Singapur el peaje urbano se basa en el principio de "pague en función de lo que use", y las tarifas son establecidas de acuerdo con las condiciones del tránsito en los puntos de cobro, y son revisadas trimestralmente. La Autoridad de Transporte Terrestre de Singapur (Inglés: "Land Transport Authority", siglás LTA) considera que gracias a esta política de cobro, el sistema "ha sido efectivo en mantener un rango óptimo de velocidades que varía entre 45 a 65 km/h en las vías expresas, y entre 20 y 30 km/h para vías arteriales".

#### Últimos adelantos y acontecimientos
Con el propósito de mejorar todavía más el mecanismo de fijación de precios del sistema de tarifas de congestión de Singapur, y para efectos de permitir el cobro de precios variables en tiempo real,
la LTA de Singapur, en conjunto con la firma IBM, realizaron un proyecto piloto entre diciembre de 2006 y abril de 2007, con una herramienta de estimación y predicción de tránsito (denominada en inglés "Traffic estimation and prediction system", sigla TrEPS), la cual aprovecha datos históricos de tránsito e información de las condiciones del flujo vehicular obtenida en tiempo real, con el fin de predecir los niveles de congestión con hasta una hora de anticipación y en intervalos cortos de tiempo. A través de la predicción precisa de las condiciones de tránsito existentes y emergentes, se espera que esta tecnología permita no solo el cobro de tarifas de congestión variables, sino que también sirva para mejorar integralmente la gestión del tránsito, incluyendo el suministro de información anticipada para prevenir a los usuarios sobre las condiciones del tránsito que encontraran más adelante, así como informar de las tarifas de congestión vigentes en ese momento. Se espera que este mecanismo de precios produzca mejores resultados en la modificación del comportamiento de los usuarios con el fin de disminuir el flujo de tránsito en comparación con los esquemas actuales.
En febrero de 2008, la autoridad pública Transporte para Londres (Inglés: "Transport for London") anunció que a partir de octubre de 2008 el cargo de congestión de Londres tendría una nueva estructura de precios, con base en las emisiones potenciales de CO2 según el tipo de vehículo. Mientras que algunos vehículos ambientalmente amigables serían exonerados del pago, los que más contaminan el aire pagarían una tarifa más alta, de hasta ₤25 comparado con las ₤8 que pagan hoy. Sin embargo, el actual Alcalde de Londres, Boris Johnson, anunció en julio de 2008 que ya no será implementado el esquema en función de las emisiones de CO2 propuesto durante la administración Livingstone. Entre otras razones, el alcalde explicó que la tarifa ambiental incentivaría la entrada gratuita de miles de vehículos de menor tamaño, resultando en mayor congestionamiento y contaminación del aire. También fueron descartados los planes para implantar una extensión del cobro hacia los suburbios, y Johnson también anunció que será revisada la extensión oeste implementada en 2007, con base en una consulta pública programada para septiembre de 2008.

#### Protección de centros históricos
Alrededor de Europa varias pequeñas ciudades, como la ciudad de Durham, en Inglaterra; Znojmo, en la República Checa; Riga, la capital de Letonia; y La Valeta, la capital de Malta, han introducido el cobro de tarifas de congesitón con el propósito de reducir los serios problemas tránsito y estacionamiento, particularmente durante la temporada alta de turismo, como un esfuerzo para preservar sus sitios y edificios históricos, algunos de los cuales han sido declarados Patrimonio de la Humanidad; así como para mejorar la calidad del ambiente urbano, reducir la contaminación y mejorar su atractivo turístico, al inducir un mayor acceso a pie y en bicicleta hacia estos centros antiguos.

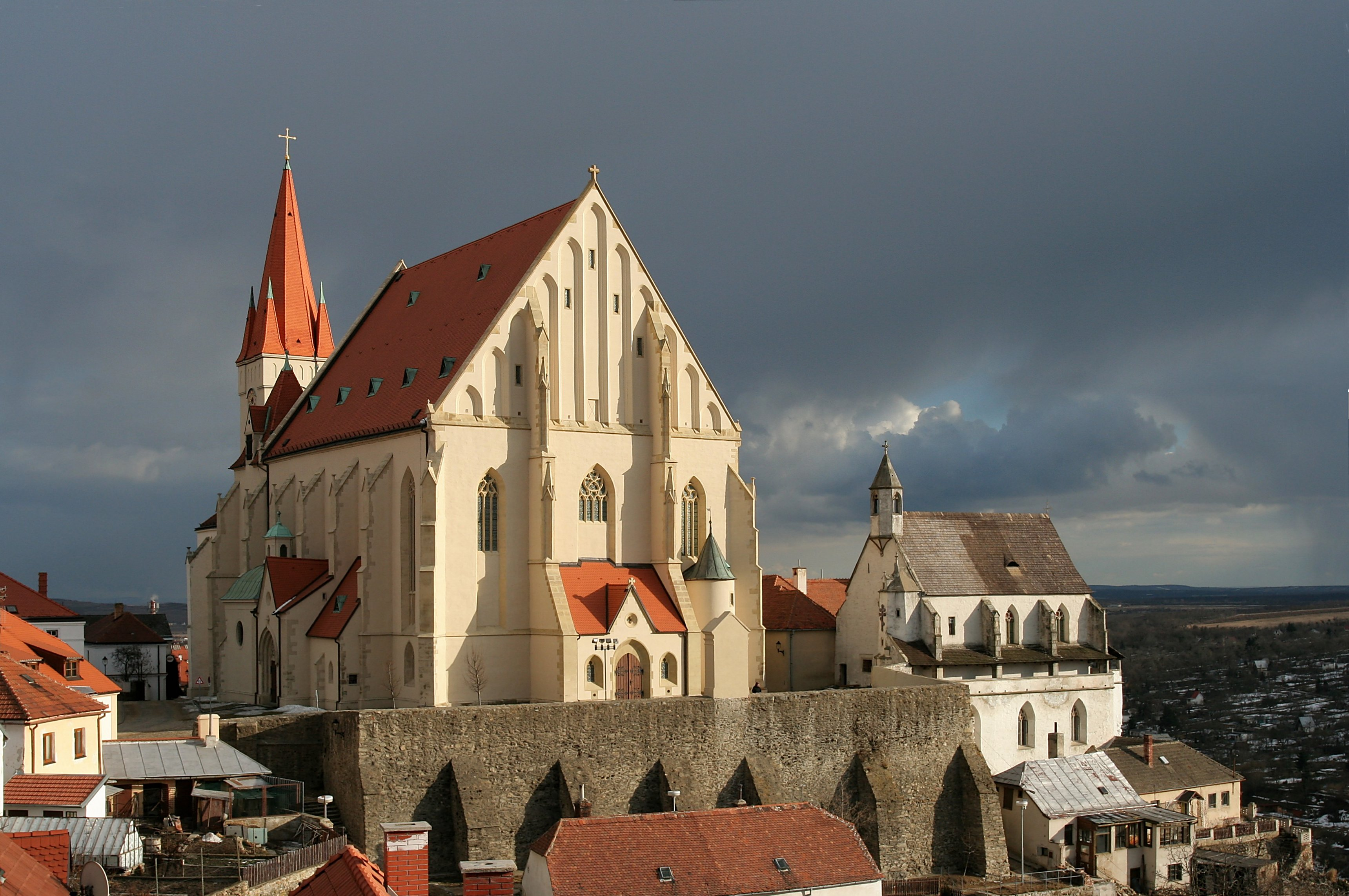
Iglesia de arquitectura gótica de San Nicolás en Znojmo, uno de los hitos históricos más conocidos de este pueblo medieval, y protegido gracias a la restricción al tránsito.

- En la ciudad de Durham se implantó el primer esquema de tarifas de congestión del Reino Unido, en octubre de 2002.[46] El peaje urbano fue ubicado en la única vía pública que permite acceso a la Catedral de Durham y al Castillo de Durham, ambos declarados Patrimonio de la Humanidad. Antes del cobro de tarifas de congestión, aproximadamente 3.000 vehículos usaban esa vía diariamente, compartiendo la calzada con alrededor de 17.000 peatones.[46] Un año después de la introducción del cargo, el flujo de vehículos se redujo en 85%.[46]

- El centro de la pequeña ciudad de Znojmo tiene muchos estilos arquitectónicos y edificios históricos bien preservados, incluyendo las torres y muralla antigua de la ciudad, las cuales sirvieron como límite natural para restringir el acceso de vehículos. Con el objetivo de cobrar tarifas de congestión, fueron colocadas dos equipos de cobro automático cerca de las torres antiguas. Después de su implantación, el volumen de tránsito entrando al centro antiguo se redujo en dos tercios, y hoy, muchos visitantes prefieren estacionar fuera del área restringida y entrar caminando, reduciendo así de forma significativa la vibración a que estaban sujetos estos edificios y patrimonio histórico de la ciudad.[41]

- La ciudad de La Valeta fue declarada por la Unesco como un sitio de Patrimonio de la Humanidad. Después de la implementación del sistema de Acesso Vehicular Controlado, el flujo diario de vehículos entrando al centro de la ciudad cayó para 7.900 en contraste con los 10 000 autos que ingresaban en promedio entre lunes y viernes. Además, ahora están disponibles 400 espacios para estacionar dentro de la ciudad a cualquier hora del día. También se reportó una disminuciónn del 60% en la estadía de más de ocho horas de los autos pertenecientes a no residentes, pero a su vez se produjo un fuerte aumento de 34% en el número de autos visitando la ciudad por una hora o menos.[45][47]

#### Intentos fallidos
- Hong Kong realizó un plan piloto de tarifas de congestión cobradas electrónicamente entre 1983 y 1985, con resultados muy alentadores.[48] Sin embargo, la oposición de la opinión pública contra esta medida no permitió su implementación permanente.

- El Consejo Municipal de la ciudad de Edimburgo, la capital de Escocia, inició en 2002 el proceso para implementar un esquema de tarifas de congestión. En 2005 fue realizado un referéndum[49][50] que resultó en el rechazo de la propuesta por una mayoría del 74.4%.[51]

- La ciudad de Nueva York consideró la posibilidad de instaurar un esquema de tarifas de congestión para el área de Manhattan.[52][53][54] En julio de 2007, la Legislatura del Estado de Nueva York archivó la propuesta,[55] pero creó una comisión para estudiar todas las opciones para aliviar la congestión. El 31 de enero de 2008, la comisión aprobó un plan que incluye tarifas de congestión, pero con cambios menores a la propuesta original del alcalde Bloomberg, tales como la reducción del área sujeta a cobro y exonerar a los vehículos que se mantengan circulando dentro del área restringida.[56][57][58] La propuesta fue aprobada por el Consejo de la Ciudad de Nueva York el 31 de marzo de 2008[59] y el siguiente paso era la aprobación por parte del poder legislativo del estado. Si el plan hubiese sido aprobado hasta el 7 de abril de 2008, la ciudad hubiera sido elegible para recibir US$ 354 millones de ayuda federal para inversiones en transporte público que formaban parte integral del plan.[60][61] El 7 de abril de 2008, la Asamblea del Estado de Nueva York decidió no votar la propuesta, ya que "...la oposición es tan abrumadora,...que es mejor no tener una votación abierta en la asamblea"  dijo Sheldon Silver, el presidente de la Asamblea.[62] Acto seguido, el gobierno federal anunció que buscará como distribuir los fondos reservados para Nueva York para otras propuestas en otras ciudades. La posibilidad de que la Asamblea del Estado conozca de nuevo la propuesta en el futuro cercano es considerada remota, por lo que el plan se encuentra encallado.[63]

- En 2007 fue propuesto un esquema de tarifas de congestión para el condado metropolitano de Gran Mánchester, que está compuesto por diez distritos metropolitanos que incluye las ciudades de Mánchester y Salford.[64][65] La propuesta considera la implantación de dos áreas acordonadas, una para cubrir el centro urbano de la Gran Área Urbana de Mánchester y otro para el centro de la ciudad de Mánchester.[66] Hasta enero de 2008 siete de las autoridades locales de la Gran Área Metropolitana han apoyado el esquema y tres lo rechazaron. Se requiere una mayoría de dos tercios para aprobar la medida.[67] La propuesta fue rechazada por amplia mayoría en los diez distritos mediante un plebiscito realizado el 12 de diciembre de 2008.[68]

#### Propuestas vigentes
La ciudad de San Francisco, California, en 2006 comenzó estudios para evaluar la factibilidad de implantar tarifas de congestión para resolver los problemas de congestión de tránsito que sufre su centro urbano. Los fondos recaudados con este cargo de congestión serán utilizados para el mejoramiento del transporte público y para programas para facilitar la circulación de peatones y bicicletas en la ciudad. Si la propuesta fuera aprobada e implantada, sería el primer sistema de tarifas viales de congestión puesto en práctica en los Estados Unidos, debido al estancamiento que sufrió en 2008 la propuesta de tarifas de congestión de Nueva York. En diciembre de 2008 los distintos escenarios considerados en el estudio movilidad y acceso de San Francisco fueron presentados a consulta ciudadana por medio de reuniones públicas, y los resultados finales del estudio son esperados para finales de 2009.

#### Controversia pública
Tanto en la literatura académica como en la práctica, la implantación de tarifas de congestión en áreas urbanas ha sido objeto de controversia y debate público. El principal reclamo es la desigualdad que provoca esta política, ya que pese a sus beneficios sociales, la medida favorece a los conductores de mayores ingresos que tienen la capacidad económica de pagar la tarifa de congestión, mientras que los usuarios de menor poder adquisitivo son los que se ven obligados a cambiar sus viajes para el transporte público. Otro tema polémico es el destino que debe darse a los fondos recaudados con el peaje urbano, si deben invertirse en infraestructura vial, o deben asignarse para mejorar el transporte público o si deben distribuirse entre los usuarios que cambiaron sus patrones de viaje a causa de la tarifa de congestión.
Otras preocupaciones han sido manifestadas con respecto a los efectos de las políticas de tarifación de la congestión con respecto al impacto en el comercio dentro del área restringida y sobre los usos del suelo.  Esta preocupación se debe a que los beneficios de estos esquemas son evaluados solamente desde el punto de vista de transporte urbano. Sin embargo, los esquemas de tarifas de congestión también han sido utilizados con el objetivo explícito de mejorar la calidad urbanística y para preservar el patrimonio histórico de los centros antiguos de las pequeñas ciudades de La Valeta, en Malta y de Znojmo, en la República Checa.

### Tarifas de congestión en corredores urbanos
La aplicación de tarifas de congestión también ha sido utilizada en autopistas urbanas, y a diferencia de las áreas acordonadas de una ciudad, su impacto es limitado y puntual, ya que la tarificación se limita a un corredor o conjunto de corredores viales. Esto provoca que los usuarios que no están dispuestos a pagar se desvíen a otras vías alternativas menos rápidas, pero en general, se ha observado que no se reduce el número de viajes, como ocurre en el caso de áreas acordonadas.

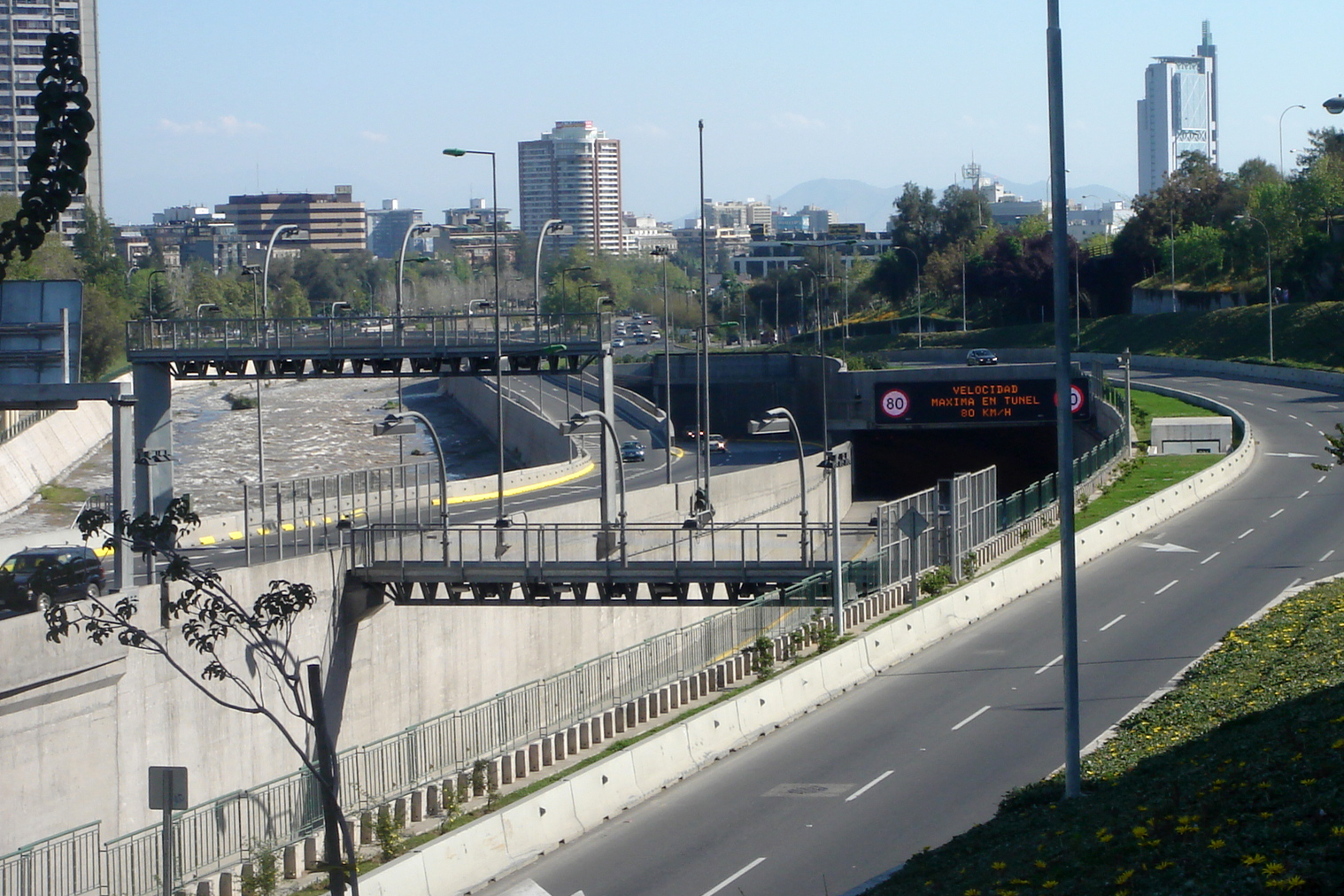
Cobro electrónico de peajes en la Autopista Costanera Norte (Santiago de Chile).

Entre 2004 y 2005, en Santiago de Chile fueron implantados los primeros sistemas en el mundo de cobro electrónico de peajes que atraviesan por el centro comercial de la ciudad con 100% de automatización y como parte de un sistema de autopistas urbanas concesionadas (la Autopista Central, y la Autopista Costanera Norte), con tecnología que permite controlar automáticamente todos los ingresos a la autopista y cobrar por la distancia recorrida. En menos de dos años desde que se inauguró, algunos tramos en la parte central de la ciudad ya han comenzado a congestionarse durante las horas punta, por lo cual en 2007 se puso en práctica el cobro de tarifas de congestión, a fin de garantizar mayor fluidez durante las horas punta. La tarifa vigente durante las horas pico es casi el doble de la tarifa en los períodos sin congestión, y casi el triple en condiciones de saturación.
Las tres principales ciudades de Noruega (ver Urban Tolling in Norway) implantaron sistemas de cobro electrónico en la red de autopistas que accede esas ciudades. Ellas son Bergen (1986), Oslo (1990), and Trondheim (1991). El caso noruego no se considera un verdadero esquema de tarifas de congestión, ya que explícitamente el objetivo principal del cobro de peajes es el de recaudar recursos para un fondo vial dedicado a nueva infraestructura urbana. Sin embargo, en particular en el caso de Oslo, como el corredor atraviesa el centro de la ciudad, es inevitable que el peaje funcione como un desincentivo para viajar al centro, y el cobro provocó una pequeña disminución en el volumen de tráfico circulando por la red de corredores accediendo Oslo.
En 2007 la ciudad de Dubái, en los Emiratos Árabes Unidos, implantó un sistema similar de peajes en autopistas urbanas denominado Salik, y aunque uno de sus objetivos es aplicar tarifas de congestión, como no se trata de un sistema cerrado, ha provocado mucha congestión en los corredores urbanos alternos que no son sujeto al cobro de peajes urbanos.

### Tarifas de congestión en vías aisladas
Otra aplicación reciente de políticas de tarifación por congestión ha sido en el contexto del alcanzar un uso optimizado de carriles de alta ocupación en autopistas urbanas. En este caso, contra el pago de una tarifa de peaje especial, se permite a los usuarios de vehículos de baja ocupación el uso de los carriles de alta ocupación (denominados HOVs por sus siglas en inglés). Este esquema se conoce como carriles "HOT" (por sus siglas en inglés por "High-Ocuppancy Toll") y ha sido utilizado principalmente en los Estados Unidos y Canadá. Ha existido mucha controversia sobre este nuevo concepto, y los críticos los han llamado de carriles "Lexus", debido a que su accesso podría limitarse a los usuarios más ricos.

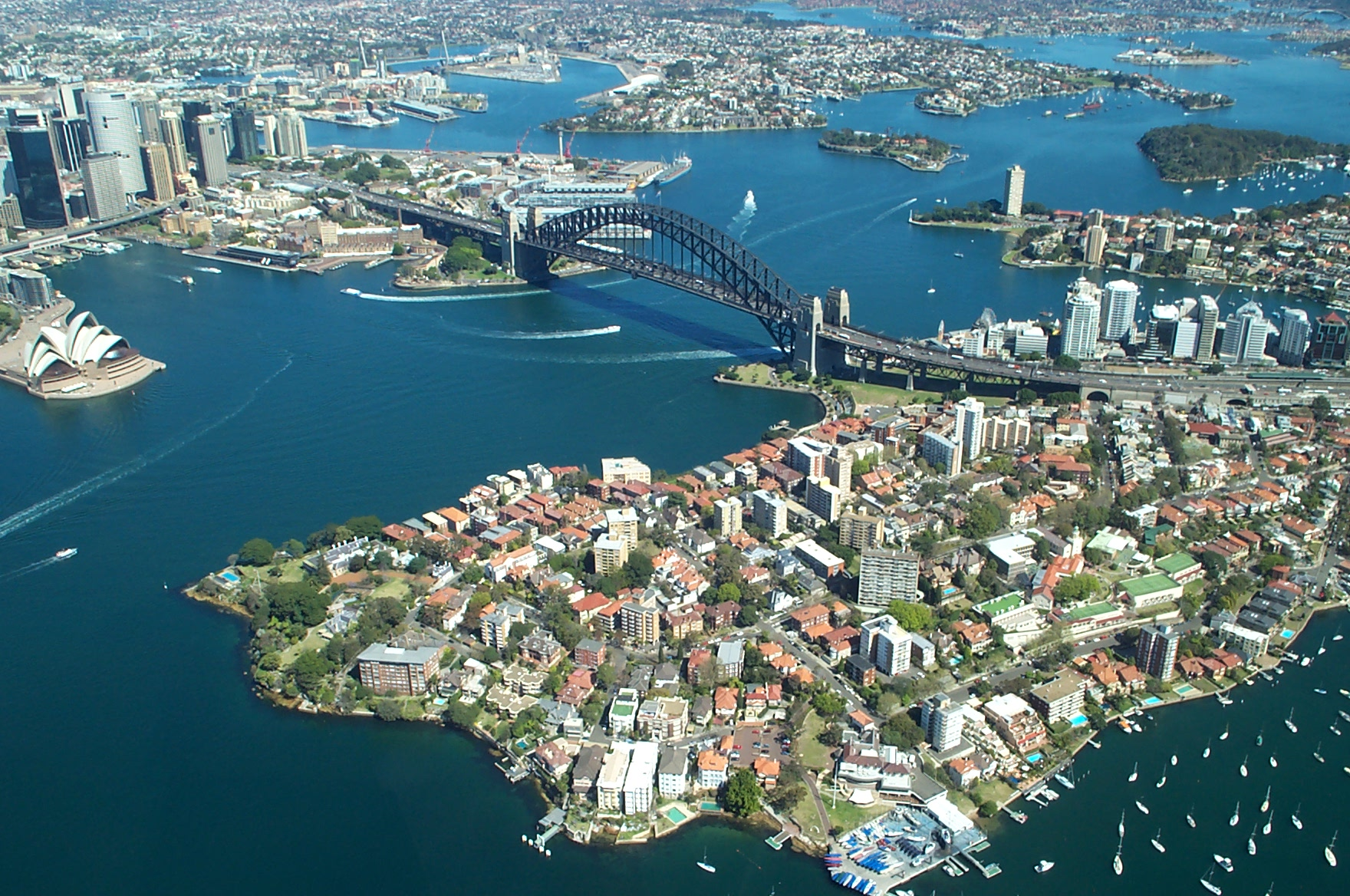
Tarifas de peaje variables según la hora del día fueron implantadas en el puente del puerto de Sídney en enero de 2009.

Las tarifas de congestión cobradas en la forma de tarifas de peaje variables según la hora del día también han sido implementadas en puentes y túneles que sirven de acceso al área central comercials de varias ciudades. En la mayoría de los casos ya existía el cobro de un peaje convencional.
En marzo de 2001, la Autoridad Portuaria de Nueva York y Nueva Jersey implementó un descuento a las tarifas regulares de peaje aplicables para el período fuera del pico y únicamente para aquellos vehículos que utilizan el pago electrónico mediante el sistema "EZ Pass". Este descuento fue aplicado en varios túneles y puentes que conectan la ciudad de Nueva York y Nueva Jersey, incluyendo el Puente George Washington, el Túnel Lincoln y el Túnel Holland. Desde marzo de 2008, los vehículos que producen bajas emisiones y con una economía de combustible de por lo menos 45 millas por galón (19 km por litro), como el Toyota Prius, son elegibles para reciber el "Pase Verde" (en inglés: Green Pass) emitido por la Autoridad del Puerto, con el cual tienen derecho a un 50% de descuento con respecto a la tarifa normal cuando crucen los túneles o puentes fuera de las horas punta.
En enero de 2009 se introdujeron tarifas de peaje variables según la hora del día fueron puente del puerto de Sídney, dos semanas después de haber implementado cobro electrónico de peajes que permitieron flujo 100% libre. Las tarifas más altas son cobradas durante los períodos punta de la mañana y la tarde; una tarifa 25% más baja aplica en los períodos inmediatamente anterior y posterior a las horas punta; y una tarifa más baja a la previamente existente es cobrada en las noches, final de semana y días feriados. Este es el primer sistema de tarifas de congestión utilizado en Australia.

## Aplicación en hidrovías y canales

### Sistema de reserva de cupos y subastas del Canal de Panamá
El Canal de Panamá tiene una capacidad limitada, determinada por los ciclos de operación de las esclusas; la tendencia actual hacia un mayor tamaño de los barcos que transitan el canal, los cuales demoran más tiempo transitando las esclusas; y la necesidad de constante mantenimiento periódico debido a la edad del canal, que obliga a cierres periódicos de una vía. Ante la creciente demanda generado por la globalización del comercio internacional, la Autoridad del Canal de Panamá (ACP) estima que la capacidad máxima sostenible del canal se agotará entre 2009 y 2012.
Históricamente el Canal de Panamá siempre ha operado bajo la disciplina de teoría de colas que establece que el primero que llega es el primero que es atendido (en inglés First in, first out -FIFO-). Considerando el alto costo de operación de los navíos, las largas filas de espera que se forman para cruzar el canal en temporada alta, que algunas veces puede llegar hasta siete días, y el alto valor de muchas de las mercancías transportadas por el canal (principalmente vehículos automotores y contenedores con productos electrónicos), la ACP implantó un sistema de tarifas de congestión que permitió administrar mejor la escasa capacidad disponible y mejorar el nivel de servicio ofrecido a las navieras. La solución definitiva a los problemas de congestionamiento es la ampliación del canal, obra que se inició en 2007 y está programada para concluir en 2014. El tercer juego de esclusas permitirá además, el tránsito de barcos Post-Panamax, de mucho mayor capacidad de carga.
La ACP disponibilizó para los usuarios un sistema de reserva de cupos, disponible a través de la Internet, que le permite a los clientes que no quieren hacer fila, pagar aproximadamente un 15% adicional sobre la tarifa correspondiente, garantizando así el tránsito por el canal en un día específico y cruzar el canal en un tiempo de 18 horas o menos. La ACP vende 24 de estos cupos con hasta 365 días de anticipación. Desde 1 de abril de 2006, la ACP disponibilizó el cupo de reserva número 25, que se vende en subasta al mejor postor. Los principales clientes del sistema de reservas son los cruceros de turismo, los transportadores de carros ensamblados, barcos de contenedores y los barcos de productos refrigerados. El récord de la mayor tarifa pagada mediante el sistema de subasta de cupos reservados es de US$220.300 y ocurrió el 24 de agosto de 2006. El cliente fue tanquero Erikoussa, que evitó una fila de 90 navíos que se formó debido a trabajos de mantenimiento de la esclusa de Gatún, evitando así una demora de siete días. La tarifa de reserva normal hubiera sido de apenas US$13.400. El mayor peaje normal pagado por transitar el canal es de US$317.142, pagado el 7 de mayo de 2008 por el carguero MSC Fabienne

## Tarifas de congestión en aeropuertos
Muchos aeropuertos alrededor del mundo enfrentan serios problemas de congestión extrema, siendo la capacidad de pista para aterrizajes y despegues el recurso más escaso. Muchos economistas han propuesto esquemas de tarifas de congestión, incluyendo la subasta de cupos (similar al sistema implantado en el Canal de Panamá), con el propósito de mitigar este problema.
En 1968, la Autoridad del Puerto de Nueva York y de Nueva Jersey fue la primera en implementar a nivel mundial un sistema de tarifas de congestión para aeropuertos, con el propósito de regular la demanda durante las horas pico de las avionetas y la aviación general, en los aeropuertos de Newark, Kennedy y La Guardia. Como resultado de las mayores tarifas, la actividad de la aviación general durante las horas punta se redujo en un 30%. En 1988 la Autoridad del Puerto de Massachusetts impuso una tarifa de aterrizaje más cara para los aviones pequeños en el Aeropuerto Logan en Boston, como parte del Programa de Eficiencia de la Capacidad del Aeropuerto (en inglés Program for Airfield Capacity Efficiency). Como resultado, la mayor parte de las aeronaves de la aviación general cambiaron Logan por aeropuertos secundarios, liberando capacidad para los aviones que transportaban mayor número de pasajeros o mayores pesos de carga. En ambos casos de la experiencia estadounidense, los sistemas de precios de congestión fueron cuestionados en la justicia. En el caso de Boston, el juez resolvió en favor de los usuarios de la aviación general debido a falta de adecuados aeropuertos alternos. En el caso de Nueva York, la justicia rechazó el caso, alegando que las tarifas se justifican como un medio para aliviar la congestión.

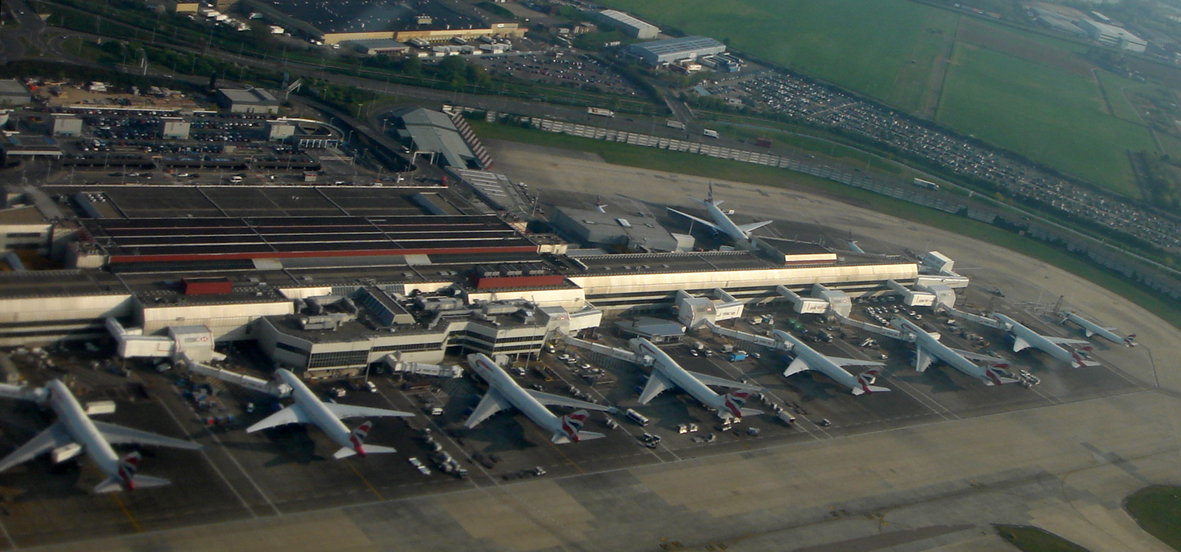
Aeropuerto de Londres-Heathrow, el tercero más congestionado del mundo.

Las tarifas de congestión también han sido implantadas para la aviación comercial. La Autoridad Británica de Aeropuertos (BAA por su sigla en inglés) ha sido pionera en la implantación de políticas de tarifas de congestionamiento para todo tipo de servicios aéreos. En 1972 implantó la primera política, aplicando tarifas que dependían de la temporada del año y hora del día, y ya en 1976 subió el valor de estas tarifas de congestión. El Aeropuerto de Heathrow tuvo siete estructuras de precio diferentes entre 1976 y 1984. En este caso, las líneas aéreas estadounidenses cuestionaron la estructura tarifaria por medio arbitraje internacional en 1988, ganando el reclamo y recibiendo un reembolso millonario de la BAA.
En 1991, el Aeropuerto de Atenas implantó una tarifa de aterrizaje un 25% superior a la tarifa normal, para aquellas aeronaves arribando entre las 11:00 y las 17:00, durante el período de verano (temporada alta del turismo). Hong Kong instauró una tarifa fija por encima de la tarifa regular por peso. Ente abril de 1991 y marzo de 1992, la Autoridad Británica de Aeropuertos implantó otro esquema de tarifas de congestionamiento en los tres principales aeropuertos de Londres: Heathrow, Gatwick y Stansted. Las líneas aéreas fueron obligadas a pagar tarifas diferenciadas para operaciones en y fuera de la hora pico, dependiendo del peso de la aeronave. Por ejemplo, en el caso de un Boeing 757, la tarifa de congestión era 2,5 veces más alta que la tarifa fuera del pico, en cualquiera de los tres aeropuertos. En el caso de un Boeing 747 el diferencial entre las tarifas era todavía mayor, ya que por su antigüedad el B 747 pagaba un cargo por ruido más alto. Aunque estas tarifas tenían relación con el congestionamiento de la pista, en realidad el principal objetivo de la BAA era el de recaudar recursos para realizar inversiones en infraestructura de los aeropuertos principales.

### Conceptos teóricos
- Bien económico
- Bien público
- Bien común
- Cálculo económico
- Cobro electrónico de peajes
- Externalidades
- Paradoja de Braess
- Racionamiento del espacio vial
- Tragedia de los comunes

### Propuestas y casos implantados
- Ecopass (Tarifas de contaminación de Milán)
- Impuesto de congestión de Estocolmo
- Tarifas de congestión de Londres
- Tarifas de congestión de Nueva York
- Tarifas de congestión de San Francisco
- Tarifas de congestión de Singapur
- Zona de baja emisión